# Baz Luhrmann
Baz Luhrmann (født Mark Anthony Luhrmann 17. september 1962) er en australsk filminstruktør og manuskriptforfatter. Han er kendt for at lave farverige og teateragtige film.

## Biografi
Baz Luhrmann voksede op på landet i Australien, hvor hans far havde en biograf og en benzintank. Det var oplevelserne fra biografen, der gjorde Luhrmann interesseret i at fortælle historier med filmmediet. Historierne oplevede han i sit arbejde på benzintanken, hvor alle mulige mennesker kom forbi. Han gik på teaterskole og ville oprindelig være skuespiller, men han gik allerede på skolen over til instruktion. I de første år af sin karriere fra midten af 1980'erne arbejdede han på forskellige teatre i Australien, ikke mindst med teaterudgaven af Strictly Ballroom. Desuden har han instrueret klassiske operaer, herunder La Bohème
Han fik et stort gennembrud med filmatiseringen af Strictly Ballroom, men har været længe om at følge op på denne. Ud over sine film har Luhrmann i 2004 indspillet en af de dyreste reklamefilm, der er lavet. Filmen var for Chanel Nr. 5, og Nicole Kidman havde en fremtrædende rolle heri.
Derudover har han instrueret musikvideoer for blandt andet John Paul Young.

## Filmografi
Baz Luhrmann har skrevet, instrueret og produceret følgende film:
- Red Curtain trilogien:
  - Strictly Ballroom (1992 – ikke producer)
  - Romeo + Juliet (1996)
  - Moulin Rouge! (2001)